# Сельское поселение «Сивяковское»
Се́льское поселе́ние «Сивяковское» — муниципальное образование в Читинском районе Забайкальского края Российской Федерации.
Административный центр — село Сивяково.

## История
Статус и границы сельского поселения установлены Законом Читинской области от 19 мая 2004 года «Об установлении границ, наименований вновь образованных муниципальных образований и наделении их статусом сельского, городского поселения в Читинской области».
Закон Забайкальского края от 25 декабря 2013 года № 922-ЗЗК «О преобразовании и создании некоторых населенных пунктов Забайкальского края»:
Распоряжением Правительства России от 13 мая 2015 года № 860-Р селу Новое Сивяково присвоено название.

## Население
| 2010  | 2011  | 2012  | 2013  | 2014  | 2015  | 2016  |
| ----- | ----- | ----- | ----- | ----- | ----- | ----- |
| 1022  | ↗1028 | ↗1090 | ↗1100 | ↗1122 | ↗1135 | ↘1107 |
| 2017  | 2018  | 2019  | 2020  | 2021  |       |       |
| ↘1078 | ↘1054 | ↘1044 | ↘1028 | ↘1015 |       |       |

## Состав сельского поселения
| № | Населённый пункт | Тип населённого пункта       | Население |
| - | ---------------- | ---------------------------- | --------- |
| 1 | Амодово          | село                         | ↗86       |
| 2 | Ерёмино          | село                         | ↘240      |
| 3 | Новое Сивяково   | село                         |           |
| 4 | Сивяково         | село, административный центр | ↗684      |